# Yazbaşı, Bulanık
Yazbaşı là một xã thuộc huyện Bulanık, tỉnh Muş, Thổ Nhĩ Kỳ. Dân số thời điểm năm 2011 là 1.457 người.